# Quimperlé
Quimperlé é uma comuna francesa na região administrativa da Bretanha, no departamento Finisterra. Estende-se por uma área de 31,71 km². Em 2010 a comuna tinha 12 645 habitantes (densidade: 398,8 hab./km²).